# Hennie le Roux
Hendrik Pieter le Roux, detto Hennie (Grahamstown, 10 luglio 1967), è un ex rugbista a 15 e dirigente sportivo sudafricano, già tre quarti centro campione del mondo 1995 con gli Springbok.

## Biografia
Cresciuto nell'Eastern Province, entrò nella provincia rugbistica del Transvaal (oggi Golden Lions) nel 1992.
Con tale squadra vinse due Currie Cup (una terza dopo il cambio di denominazione), ed esordì negli Springbok nel giugno 1993 a Durban contro la Francia.
Prese parte alla Coppa del Mondo di rugby 1995 che il Sudafrica vinse, e nel 1996 terminò la carriera internazionale dopo 27 incontri.
Fu professionista nella franchise di Super Rugby dei Cats (oggi Lions).
Nel 1998 fu il fondatore della SARPA, associazione dei rugbisti professionisti sudafricani, dei quali fu il presidente fino al 2009, anno in cui passò l'incarico a Victor Matfield.
Ritiratosi nel 2000, è anche attivo come commentatore sportivo e conferenziere.

## Palmarès
- Coppe del mondo: 1
Sudafrica: 1995
- Currie Cup: 3
Golden Lions: 1993, 1994, 1999